# C Hydrae
Désignations
C Hydrae (en abrégé C Hya) est une étoile de la constellation de l'Hydre. Sa magnitude apparente est de 3,90. Elle porte également la désignation de Flamsteed de 30 Monocerotis (qui la plaçait dans la constellation proche de la Licorne et non dans l'Hydre) et la désignation de HD 71555 dans le catalogue Henry Draper. D'après la mesure de sa parallaxe annuelle par le satellite Hipparcos, l'étoile est située à environ ∼ 122 a.l. (∼ 37,4 pc) de la Terre. Elle s'éloigne du Système solaire à une vitesse radiale de +10 km/s.
C Hydrae est une étoile blanche de la séquence principale de type spectral A0Va, comme l'est Véga par exemple. Elle est 40 fois plus lumineuse que le Soleil. Un excès d'infrarouge statistiquement significatif a été détecté venant de l'étoile. Ses caractéristiques indiquent la présence d'un disque de débris à une distance de 2,0 ± 0,1 ua et qui a une température de corps noir de 499 ± 3 K. Il apparaît comparable à la ceinture d'astéroïdes en taille.